# منطقه هوایی ملی شفرد
منطقه هوایی ملی شفرد (به انگلیسی: Shepherd Field Air National Guard Base) یک فرودگاه است . این فرودگاه در کشور ایالات متحده آمریکا قرار دارد .